# Кольменарехо
Кольменарехо (ісп. Colmenarejo) — муніципалітет в Іспанії, у складі автономної спільноти Мадрид. Населення — 8525 осіб (2010).
Муніципалітет розташований на відстані близько 30 км на північний захід від Мадрида.

## Демографія
Динаміка населення (INE ):

## Галерея зображень

Розташування муніципалітету у автономній спільноті Мадрид